# Prova femenina de Sabre individual als JJOO París 2024
La prova femenina de Sabre individual als Jocs Olímpics de París 2024 serà la 6a edició de l'esdeveniment femení en unes Olimpíades. La prova es disputarà el 29 de juliol del 2024 al Grand Palais de la capital francesa.
La russa Sofia Pozdniakova és l'actual campiona de la disciplina olímpica després de guanyar l'or als Jocs Olímpics de Tòquio 2020, per davant de la seva compatriota russa Sofiya Velikaya i de la francesa Manon Brunet, que van guanyar la medalla de plata i de bronze, respectivament.
L'equip de Rússia és la selecció més guardonada, amb 2 medalles d'or i 3 medalles de plata, en les 5 edicions que la prova de Sabre individual femenina ha estat present als Jocs Olímpics. L'estatunidenca Mariel Zagunis, amb 2 medalles d'or, és la tiradora amb més medalles de la història de la competició olímpica.

## Format
Les 34 participants classificades, entraran en un sorteig amb caps de sèrie i es realitzaran els quadres d'eliminatòries. La jugadora que guanyi el combat avançarà de ronda i la que perdi quedarà eliminada. Les dues tiradores que guanyin la semifinal, disputaran la final per aconseguir la medalla d'or i de plata i les perdedores s'enfrontaran per aconseguir la medalla de bronze. La guanyadora de tots els combats serà qui arribi primera als 15 tocs.

## Classificació
34 esgrimistes s'han classificat per la prova de Sabre individual femení. L'1 d'abril de 2024 es va tancar el rànquing d'equips senior oficial de la Federació Internacional d'Esgrima (FIE). França, Hongria, Corea del Sud i Ucraïna han estat les 4 seleccions que han quedat en els llocs més alts del rànquing. A part, també s'ha classificat els Estats Units com a millor selecció d'Amèrica (5a posició), Itàlia com a millor selecció europea (6a posició), el Japó com a millor selecció d'Àsia-Oceania (7a posició), i Algèria com a millor selecció d'Àfrica (15a posició). Les 8 seleccions han classificat a 3 esportistes cadascuna. Les següents 6 places s'han aconseguit mitjançant el rànquing individual sènior de la FIE, que s'ha tancat a la mateixa data. Només s'han pogut classificar les atletes les quals el seu equip no estigués classificat. Theodora Gkontoura per Grècia (3a posició) i Lucía Martín-Portugués per Espanya (7a posició) han aconseguit els bitllets europeus. Yang Hengyu per Xina (11a posició) i Zaynab Dayibekova per Uzbekistan (13a posició) han aconseguit els bitllets per Àsia-Oceania, Pamela Brind'Amour per Canadà (36a posició) ha obtingut la plaça per Amèrica i Nada Hafez per Egipte (38a posició) ha aconseguit la plaça africana. Les 4 últimes places, s'han decidit en els esdeveniments de classificació per zones, on el guanyador de cada torneig s'ha classificat per la prova olímpica. Cal tenir en compte que cada país podrà tenir un màxim de 3 atletes a la prova.
| Esdeveniment                       | Places | País          | Atleta                 |
| ---------------------------------- | ------ | ------------- | ---------------------- |
| Rànquing equips                    | 24     | França        | Sara Balzer            |
| Rànquing equips                    | 24     | França        | Cécilia Berder         |
| Rànquing equips                    | 24     | França        | Manon Brunet           |
| Rànquing equips                    | 24     | Hongria       |                        |
| Rànquing equips                    | 24     |               |                        |
| Rànquing equips                    | 24     |               |                        |
| Rànquing equips                    | 24     | Corea del Sud |                        |
| Rànquing equips                    | 24     |               |                        |
| Rànquing equips                    | 24     |               |                        |
| Rànquing equips                    | 24     | Ucraïna       |                        |
| Rànquing equips                    | 24     |               |                        |
| Rànquing equips                    | 24     |               |                        |
| Rànquing equips                    | 24     | Estats Units  | Tatiana Nazlymov       |
| Rànquing equips                    | 24     | Estats Units  | Magda Skarbonkiewicz   |
| Rànquing equips                    | 24     | Estats Units  | Elizabeth Tartakovsky  |
| Rànquing equips                    | 24     | Itàlia        |                        |
| Rànquing equips                    | 24     |               |                        |
| Rànquing equips                    | 24     |               |                        |
| Rànquing equips                    | 24     | Japó          |                        |
| Rànquing equips                    | 24     |               |                        |
| Rànquing equips                    | 24     |               |                        |
| Rànquing equips                    | 24     | Algèria       |                        |
| Rànquing equips                    | 24     |               |                        |
| Rànquing equips                    | 24     |               |                        |
| Rànquing individual Europa         | 2      | Grècia        | Theodora Gkontoura     |
| Rànquing individual Europa         | 2      | Espanya       | Lucía Martín-Portugués |
| Rànquing individual Àsia-Oceania   | 2      | Xina          | Yang Hengyu            |
| Rànquing individual Àsia-Oceania   | 2      | Uzbekistan    | Zaynab Dayibekova      |
| Rànquing individual Àfrica         | 1      | Egipte        | Nada Hafez             |
| Rànquing individual Amèrica        | 1      | Canadà        | Pamela Brind'Amour     |
| Torneig classificació Amèrica      | 1      | Veneçuela     | Katherine Paredes      |
| Torneig classificació Àfrica       | 1      | Tunísia       | Yasmine Daghfous       |
| Torneig classificació Europa       | 1      | Bulgària      | Yoana Ilieva           |
| Torneig classificació Àsia-Oceania | 1      | Kazakhstan    | Aigerim Sarybay        |

## Medaller històric
| Posició | País          | Or | Argent | Bronze | Total |
| ------- | ------------- | -- | ------ | ------ | ----- |
| 1       | Rússia        | 2  | 3      | 0      | 5     |
| 2       | Estats Units  | 2  | 1      | 2      | 5     |
| 4       | Xina          | 0  | 1      | 0      | 1     |
| 2       | França        | 0  | 0      | 1      | 1     |
| 3       | Ucraïna       | 0  | 0      | 2      | 1     |
| 4       | Corea del Sud | 1  | 0      | 0      | 1     |